# Административное деление Кишинёва
Кишинёв обладает особым статусом в административном делении Молдовы — он является муниципием. В состав муниципия Кишинёв входят: собственно город Кишинёв, 6 окрестных городов (Сынжера, Дурлешты, Ватра, Кодру, Вадул-луй-Водэ, Криково) и 25 сёл, объединённых в 13 коммун. Вся территория поделена на пять секторов.

## Административное деление

### Секторы
Кишинёв разделён на 5 секторов:
- Центр (рум. Centru, Чентру);
- Боюканы (рум. Buiucani, Буюкань);
- Ботаника (рум. Botanica);
- Рышкановка (рум. Rîșcani, Рышкань);
- Чеканы (рум. Ciocana, Чокана).

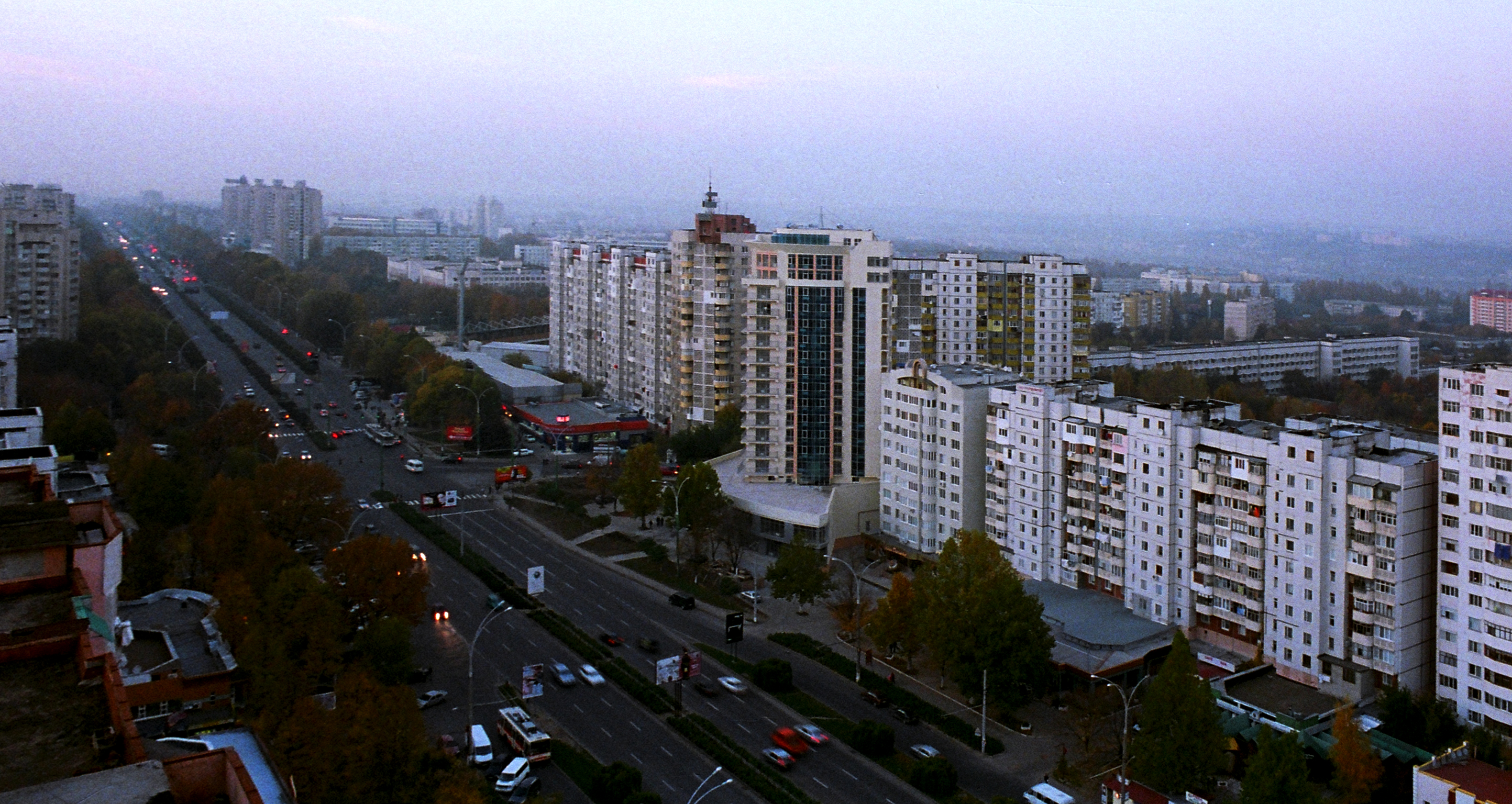
Ботаника

Сектора управляются претурами (рум. pretură), во главе которых стоят преторы (рум. pretor).
В период до 1991 года официальные названия секторов были другие: Центр — Ленинский район, Боюканы — Фрунзенский район, Ботаника — Советский район, Рышкановка — Октябрьский район. Изначально нынешний сектор Чеканы относился к Октябрьскому району. В начале 1980-х был создан Днестровский район, к которому и отошла территория современного сектора Чеканы. В 1991 году все районы были переименованы и им были даны современные названия, которые, однако, были в ходу и прежде.
В 2006 году принято решение об увеличении площади Кишинёва и построении новых секторов с современной инфраструктурой, бизнес-центрами и многочисленными дорожными развязками. Постройка новых секторов позволит решить жилищную и обострившуюся в последнее время транспортную проблему столицы. Новые сектора будут называться Новые Ставчены (Stăucenii Noi, Стаучень Ной) и Будешты-2 (Budești 2, Будешть 2).

### Города
- Ватра
- Вадул-луй-Водэ
- Дурлешты
- Кодру
- Криково
- Сынджера

### Коммуны
- Бачой
- Бубуечь
- Будешты
- Гратиешты
- Крузешты
- Ставчены
- Тогатин
- Чореску

### Сёла
- Бачой
- Браила
- Бубуечь
- Бунец
- Бык
- Будешты
- Вэдулень
- Гидигич
- Гоян
- Гратиешты
- Гульбоака
- Добружа
- Думбрава
- Келтуитор
- Колоница
- Кондрица
- Крузешты
- Новые Гояны
- Ревака
- Ставчены
- Страйстены
- Тогатин
- Трушены
- Фаурешты
- Фрумушика
- Хумулешть
- Чероборта
- Чореску

### Микрорайоны
- Большая Малина
- Валя-Дическу
- Вистерничены
- Малая Малина
- Мелестиу
- Мунчешты
- Новые Чеканы
- Отоваска
- Петриканы
- Скиноаса
- Скулянка
- Старая Почта
- Телецентр
- Фрумоаса
- Фрумушика
- Фулгулешть
- Хруска
- Чевкары